# Julián Guimón Rezola
Julián Guimón Rezola (Vergara, 1898 - Bilbao, 1980) fue un médico urólogo que participó en la creación de la Universidad Vasca, en la que ocupó la cátedra de Cirugía. Fue uno de los creadores del Igualatorio Médico Quirúrgico, de Bilbao, del que sería presidente entre 1951 y 1957.

## Biografía
Nació en Vergara, provincia de Guipúzcoa (España). Cursó la carrera de Medicina en la Universidad de Valladolid, como becario, concluyéndola con el premio extraordinario de licenciatura.
En 1919 obtuvo por concurso de méritos la plaza de interno en el Hospital Civil de Bilbao. Al finalizar esta etapa, se instaló en Éibar donde ejerció la práctica privada.
En 1922  se desplazó a Alemania y Suiza  donde siguió varios cursos relacionados con la cirugía (cirugía en cadáver, urología, hematología, etc).
En 1926 regresó a Alemania  para estudiar cancerología en el Instituto del Cáncer período en el que trabajó en la que fue su tesis doctoral: Tratamiento antitumoral del cáncer con Torion X, que, defendida en la Universidad Central de Madrid, fue calificada con la mención de sobresaliente.
A fines de este mismo año sería nombrado ayudante de la Tercera Clínica de Cirugía y Urología, en el Hospital Civil de Bilbao. 
En 1930 fundó un establecimiento clínico en Bilbao que sería cerrado con ocasión de la Guerra Civil. Fue elegido presidente de la Academia de Ciencias Médicas de Bilbao, en 1934, al año siguiente obtuvo, por oposición y con la unanimidad del tribunal, el puesto de jefe del servicio de Cirugía del Hospital Civil de Bilbao.
Participó en la creación de la Universidad Vasca, en la que ocupó la cátedra de Cirugía.
En el marco de la guerra civil fue condenado a muerte, conmutada por pena de prisión  en  el penal del Dueso y  el del Puerto de Santa María en Cádiz.
Una vez excarcelado  reabrió su clínica de Bilbao en 1940 para dedicarse a la práctica privada. En 1947 asistió a los servicios urológicos de varios hospitales de la ciudad de Nueva York y a la Clínica Mayo en Rochester donde aprendió  nuevas técnicas quirúrgicas endouretrales, de las que fue pionero en España.
Fue uno de los creadores del Igualatorio Médico Quirúrgico, de Bilbao, del que sería presidente entre 1951 y 1957.
Durante el bienio 1967-1969 volvió a desempeñar la presidencia de la Academia de Ciencias Médicas, de Bilbao.
Falleció en Bilbao en 1980 dejando un amplio legado principalmente en forma de publicaciones y de formación de médicos especialistas.
La ciudad de Bilbao le honró dedicándole una calle.